# カスティーリャ＝ラ・マンチャ自治州首相
カスティーリャ＝ラ・マンチャ自治州首相（Presidente de la Junta de Comunidades de Castilla-La Mancha）はカスティーリャ＝ラ・マンチャ自治州の行政府の首班である。自治州首相府は州都トレドのフエンサリーダ宮殿に置かれている。

## 選出
カスティーリャ＝ラ・マンチャ自治州議会選挙の後、その選挙の結果選出された州議会議員より、閣僚評議会の議長でもある州首相が選出される。

## 首班指名
州議会によって選出された州首相は、スペイン国王（Rey de España）によって認証され、首相としての辞令を受ける
。この後、首相は閣僚（concejeros）を任命し、担当職務を振り分ける。

## 州首相（1978年以降）
2011年の自治州選挙（es）の結果、州首相には国民党(PP)幹事長でカスティーリャ＝ラ･マンチャ国民党代表のマリア・ドローレス・デ・コスペダル・ガルシーアが就任した。2015年にはスペイン社会労働党(PSOE)のエミリアーノ・ガルシーア＝パヘが州首相に就任した。
| カスティーリャ＝ラ・マンチャ州首相      | カスティーリャ＝ラ・マンチャ州首相             | カスティーリャ＝ラ・マンチャ州首相 | カスティーリャ＝ラ・マンチャ州首相 |
| 任期                                    | 名前                                           | 政党                               | 備考 |
| --------------------------------------- | ---------------------------------------------- | ---------------------------------- | --- |
| 1978年11月29日 - 1982年2月1日           | アントニオ・フェルナンデス＝ガリアーノ         | UCD                                | 自治州創設前の初代代表。 |
| 1982年2月1日 - 1982年12月22日           | ゴンサロ・パジョ                               | UCD                                | 自治州創設前の第二代代表。 |
| 1982年12月22日 - 1983年6月6日           | ヘスス・フエンテス・ラサロ                     | PSOE                               | 1983年1月4日就任、第一回自治州選挙のため、同年5月8日辞任。 |
| 1983年6月6日 - 2004年4月18日            | ホセ・ボノ                                     | PSOE                               | 民選初の自治州政府首班。州首相候補者として臨んだすべての自治州選挙において過半数を得て、勝利し、2004年にスペイン中央政府の国防大臣に就任するために辞職するまでその職権にあった。 |
| 2004年4月18日 - 2011年6月22日           | ホセ・マリア・バレーダ                         | PSOE                               | 前任者ホセ・ボノの中央政府への転出に伴い、交替し、就任した。2007年の自治州選挙において、過半数を獲得、選出された。                                                               |
| 2011年6月22日 - 2015年7月2日            | マリア・ドローレス・デ・コスペダル・ガルシーア | PP                                 | 2011年5月22日に行われた自治州選挙において過半数を獲得、勝利、選出された。 |
| 2015年7月2日 -                          | エミリアーノ・ガルシア＝パヘ                   | PSOE                               | 2015年5月24日に行われた自治州選挙の際のポデーモスとの合意により選出。 |
| 出典:カスティーリャ＝ラ・マンチャ州議会 |                                                |                                    | |